# Area naturale protetta di interesse locale Stagni di Focognano
L'Area naturale protetta di interesse locale Stagni di Focognano è una grande zona umida posta nel comune di Campi Bisenzio, elevata ad area naturale protetta nel 1997. Il parco si estende per 65 ettari, di cui 35 di proprietà dell'amministrazione comunale ed il restante di privati, ma sottoposti a vincolo di destinazione a parco; l'intera area, con le relative attrezzature, è affidata in gestione al WWF Italia.

## Sintesi
Gli stagni di Focognano si trovano nella zona nord-orientale del territorio comunale di Campi Bisenzio, al confine con il comune di Sesto Fiorentino, dal quale è divisa dal Fosso dell'Acqualunga, mentre a nord è delimitata dall'autostrada A11, a sud dal Viale Primaldo Paolieri ed a ovest dal Fosso Calice.
Collocati su un terreno di origine olocenica, gli stagni dell'oasi sono sia di origine naturale, resti delle antiche paludi che ricoprivano la piana di Firenze-Prato-Pistoia, la pianura acquitrinosa posta ad ovest di Firenze, sia di origine artificiale, formatisi nelle buche lasciate dall'escavazione di materiali terrosi per costruire le vicine infrastrutture (autostrade A1 e A11, ferrovia) e per ricoprire la discarica di Case Passerini.
Per questo motivo l'area di Focognano non ha solo valore ambientale ma anche storico, essendo una delle pochissime zone della piana che ha mantenuto l'originale aspetto palustre, quasi del tutto scomparso dopo le bonifiche idrauliche del periodo fascista e l'urbanizzazione della seconda metà del XX secolo.

## Territorio
L'oasi comprende cinque laghetti denominati Calvana, Morello, Calice, Acqualunga e Focognano, per un totale di circa 20 ettari di superficie allagata. I laghetti Calvana e Monte Morello sono permanentemente allagati mentre gli altri si riempiono solo stagionalmente. 
Costituenti dell'oasi ci sono anche tre piccoli acquitrini, utilizzati per rifugiare specie anfibie di piccole dimensioni.

## Fauna

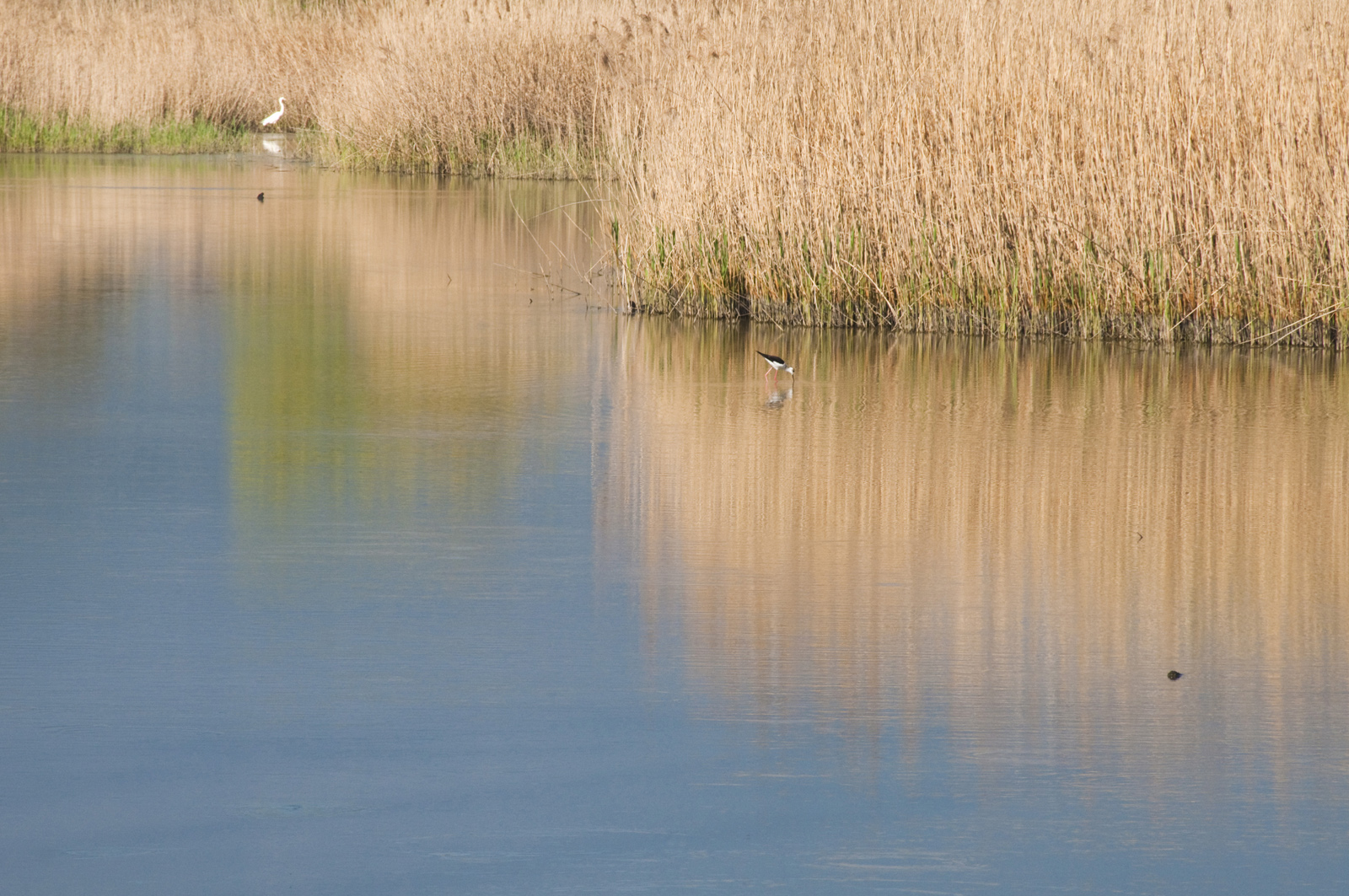
Un cavaliere d'Italia e un airone.

L'oasi è un punto tappa fondamentale degli uccelli migratori trovandosi su una delle cosiddette vie d'acqua, le rotte seguite durante i loro spostamenti stagionali. Ma rappresenta anche un punto ideale per lo svernamento di molte specie, offrendo riparo e cibo agli animali stanziali.
Fra gli uccelli migratori che usano i laghetti dell'oasi come sosta durante i loro spostamenti troviamo numerose specie di anatre: il germano reale, il fischione, il codone, l'alzavola ed il mestolone, il moriglione e la marzaiola.
Numerose anche le specie di uccelli acquatici: si possono avvistare la pittima reale, la pantana, l'albastrello, la pettegola, l'airone bianco maggiore, la nitticora, la garzetta, l'airone cenerino, la sgarza ciuffetto, l'airone guardabuoi e l'airone rosso.  Rari incontri si sono avuti anche con la cicogna.
Tra le specie che vi nidificano abbiamo il cavaliere d'Italia, simbolo dell'oasi, lo svasso, il tuffetto, il tarabusino, la cannaiola, il cannareccione e il martin pescatore.
Molti gli uccelli rapaci, sia diurni che notturni, che frequentano l'oasi: sono presenti il barbagianni, la civetta, l'allocco, il falco di palude, la poiana, il biancone, il falco pellegrino ed il gheppio.
Gli anfibi quali la raganella, il tritone crestato e il tritone punteggiato, frequentatori delle zone umide, sono ospitati in piccole superfici acquitrinose e pozze appositamente realizzate ed attrezzate con micro-rifugi.
Nelle zone erbose sono presenti alcuni rettili come la biscia dal collare, il biacco, la natrice ed il ramarro.

## Flora

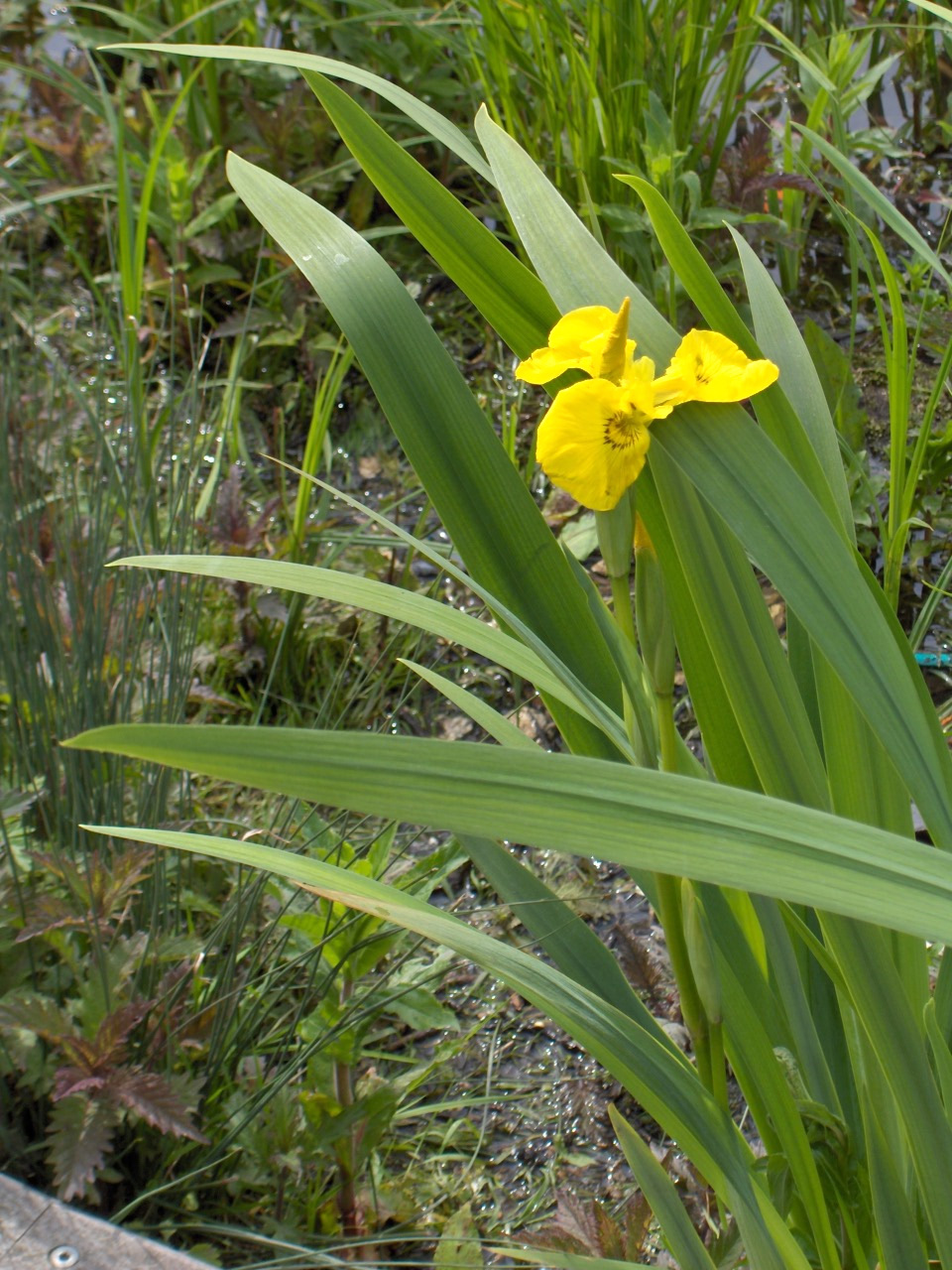
Un giaggiolo acquatico

All'interno dell'oasi si sviluppa e si conserva ancora la tipica vegetazione palustre composta prevalentemente da canna comune, cannuccia di palude e giunco, tifa, carice, ranuncolo d'acqua, iris giallo (o giaggiolo acquatico).
La vegetazione boschiva è costituita da pioppi e salici.

## Accessi
All'oasi si accede unicamente dall'ingresso posto su Viale Primaldo Paolieri nel lato nord-occidentale del territorio comunale. Per chi proviene da Firenze e da Sesto Fiorentino, questo viale congiunge Via Pratese, di cui è naturale prosecuzione, con Via dei Confini, direzione Prato. All'ingresso è posto un comodo parcheggio gratuito: una sbarra chiude infatti l'accesso dell'oasi alle auto private.
Per chi predilige i mezzi pubblici, nei pressi dell'oasi si hanno anche le fermate della linea nº 30 "Firenze-Campi Bisenzio" dell'ATAF e della linea "Firenze-Campi Bisenzio-Prato" della CAP.

## Visite
L'oasi è visitabile dal 1º settembre al 1º maggio, con visite guidate nei giorni di sabato e domenica secondo questa tabella oraria:
- mattina: inizio visita alle 10:00, 11:00 e 12:00
- pomeriggio: inizio visita alle 15:00, 16:00 e 17:00

Scolaresche e gruppi possono invece visitare l'oasi in altri giorni con prenotazione.
L'Oasi di Focognano è attrezzata con un'aula didattica, sentieri, postazioni di osservazione e altre strutture.
L'ingresso è a pagamento, ad esclusione dei soci WWF, che accedono gratuitamente.